# Shooter (serial telewizyjny)
Shooter – amerykański serial telewizyjny (dramat, thriller) wyprodukowany przez di Bonaventura Pictures, Leverage Entertainment, Closest to the Hole Productions, Paramount Television  oraz Universal Cable Productions. Serial jest adaptacją powieści "Strzelec" autorstwa Stephena Huntera. "Shooter" pierwotnie miał być wyemitowany 19 lipca 2016 roku, ale z powodu  strzelaniny w Dallas premiera serialu została przesunięta na 26 lipca 2016 roku przez USA Network. Ostatecznie premierę serialu zaplanowano na 15 listopada 2016 roku
16 sierpnia 2018 roku, stacja USA Network ogłosiła zakończenie serialu po trzech sezonach.

## Fabuła
Były, doświadczony snajper zostaje poproszony o pomoc w powstrzymaniu zamachu na prezydenta Stanów Zjednoczonych. Nie udaje się jednak powstrzymać zamachowca, a Bob Lee zostaje oskarżony o dokonanie zamachu. Świadomy, że został wplątany w spisek próbuje dowieść swojej niewinności. Po zamachu we Frankfurcie próbuje powstrzymać terrorystów z przeszłości.

## Obsada

### Główna
- Ryan Phillippe jako Bob Lee Swagger[4]
- Cynthia Addai-Robinson jako Nadine Memphis[5]
- Omar Epps jako Isaac Johnson, agent Secret Service[6]
- Shantel VanSanten jako Julie Swagger, żona Boba[7]
- Eddie McClintock jako Jack Payne (sezon 1)
- Josh Stewart jako Solotov (sezon 2)

### Drugoplanowe
- David Marciano jako Howard Utey, agent FBI(sezon 1)
- Tom Sizemore jako  Hugh Meachum, agent CIA[8](sezon 1)
- Lexy Kolker jako Mary Swagger
- Sean Cameron Michael jako Grigory Krukov (sezon 1)
- Harry Hamlin jako Addison Hayes (sezon 2)

## Odcinki
| Sezon | Sezon | Odcinki | Oryginalna emisja | Oryginalna emisja | Oryginalna emisja           | Oryginalna emisja          | Oryginalna emisja |
| Sezon | Sezon | Odcinki | Premiera sezonu   | Finał sezonu      | Premiera sezonu             | Finał sezonu               |                   |
| ----- | ----- | ------- | ----------------- | ----------------- | --------------------------- | -------------------------- | ----------------- |
|       | 1     | 10      | 15 listopada 2016 | 17 stycznia 2017  | 16 listopada 2016 (Netflix) | 18 stycznia 2017 (Netflix) |                   |
|       | 2     | 8       | 18 lipca 2017     | 5 września 2017   | 19 lipca 2017 (Netflix)     | 6 września 2017 (Netflix)  |                   |
|       | 3     | 13      | 21 czerwca 2018   | 13 września 2018  | 22 czerwca 2018 (Netflix)   | 14 września 2018 (Netflix) |                   |

## Produkcja
9 marca 2015 roku stacja USA Network oficjalnie zamówiła pilotażowy odcinek Shooter, którego producentem wykonawczym został Mark Wahlberg.
W sierpniu 2015 roku, Ryan Phillippe został obsadzony w tytułowej roli
We wrześniu 2015 roku, Omar Epps dołączył do serialu jako agent Secret Service.
W październiku 2015 roku, Tembi Locke oraz Shantel VanSanten dołączyły do projektu.
11 lutego 2016 roku stacja USA Network zamówiła pierwszy sezon serialu.
W marcu 2016 roku, Cynthia Addai-Robinson dołączyła do serialu.
W maju 2016 roku, Tom Sizemore dołączył do dramatu "Shooter" w roli powracającej, jako agent CIA.
20 grudnia 2016 roku, stacja USA Network zamówiła 2 sezon
4 grudnia 2017 roku, stacja USA Network zamówiła 3 sezon